# Тоскијски језик
Тоскијски језик (арнаутски језик; shkip, shqip, shqiperë, skchip, tosk, zhgabe; ISO 639-3: als), један је од четири албанска језика, тоскијске подгрупе. Раширен је у јужној Албанији, 2.900.000 говорника (по подацима из 1989. године) који се етнички називају Тоске. Значајна заједница живи и у Грчкој, на подручју Епира, која броји 10.000 говорника, а главно седиште јој је у селу Лехову. Трећа значајна концентрација је смештена у западној Турској, која броји 15.000 говорника (по подацима из 1980. године) од 65.000 етничких.
На темељу тоскијског створен је 1952. године службени албански језик. Тоскијски се такође говори и по другим земљама у свету где има исељених Тоска, а то су Немачка (25.000), Украјина (5.000), Белгија (3.000 говорника, податак из 1993. године).
Наречја: арбанашки (неправилно арбанаски; Задар), сремски (Срем), камерија, корца.